# 不搖滾小姐
《不搖滾小姐》是馬來西亞女歌手符瓊音的第三張錄音室專輯，也是第三張演唱專輯，於2012年12月28日推出。

## 曲目
1. I Can Believe
  - 詞：易家揚/張簡君偉/吳易緯
  - 曲：張簡君偉
  - 編曲：蘇通達/Hermes C.
  - 製作人：蘇通達
2. 沉默
  - 詞：戴佩妮
  - 曲：戴佩妮
  - 編曲：京延
  - 製作人：陳威全
3. 有多愛
  - 詞：AKIM/娜偲琳/吳易緯
  - 曲：AKIM
  - 編曲：Casey Jefferson
  - 製作人：陳威全
4. 忘了
  - 詞：AKIM/吳易緯
  - 曲：AKIM
  - 編曲：韓立康/黃晟峰
  - 製作人：黃晟峰
5. 末路
  - 詞：戴佩妮
  - 曲：戴佩妮
  - 編曲：生命樹_小王子
  - 製作人：生命樹_小王子
6. 還好
  - 詞：吳易緯
  - 曲：魏文浩
  - 編曲：生命樹_小王子
  - 製作人：生命樹_小王子
7. 精算大師
  - 詞：符瓊音/吳易緯
  - 曲：符瓊音
  - 編曲：蘇通達
  - 製作人：蘇通達
8. 薄冰
  - 詞：彭學斌
  - 曲：彭學斌
  - 編曲：Casey Jefferson/生命樹_小王子
  - 製作人：陳威全
9. 不荒
  - 詞：符瓊音/吳易緯
  - 曲：陳威全
  - 編曲：許恆瑞Hunry
  - 製作人：陳威全/許恆瑞Hunry
10. 不搖滾小姐
  - 詞：嚴云農
  - 曲：陳威全
  - 編曲：生命樹_小王子
  - 製作人：生命樹_小王子

## MV
1. 首波主打《I Can Believe》。(導演：林威呈)
2. 第二波主打《沉默》。(導演：林威呈)
3. 第三波主打《忘了》。(導演：林威呈)